# James Shelby Downard
James Shelby Downard (né le 13 mars 1913 et mort le 16 mars 1998) fut un auteur américain de théories du complot, en particulier antimaçonniques.

## Théories
Selon Downard et Michael A. Hoffman, dans leur livre King-Kill 33°, l'assassinat de John F. Kennedy révèle un symbolisme maçonnique. La chanson de Marilyn Manson King Kill 33° de l'album Holy Wood (In the Shadow of the Valley of Death) est une référence à cet essai.

## Œuvres et bibliographie
- (en) « Feral House - Titles », sur feralhouse.com via Wikiwix (consulté le 8 février 2024)
- (en) Jonathan Vankin et Joe Whalen, The Seventy Greatest Conspiracies of All Time : History's Biggest Mysteries, Coverups, and Cabals, Secaucus, N.J, Carol Pub. Group, 1998, 582 p. (ISBN 0-8065-2033-7)
- “Sorcery, Sex, Assassination”, in Jim Keith (en) ed. Secret and Suppressed. Portland, Or.: Feral House (en), 1993.
- “America, The Possessed Corpse”, in Adam Parfrey (en) ed. Apocalypse Culture II. Venice, Calif.: Feral House, 2000.
- “Riding the Downardian Nighmare”, in Parfrey, Adam. Cult Rapture. Portland, Or.: Feral House, 1994.
- Secret Societies and Psychological Warfare, Michael A. Hoffman, Cœur d'Alene, Idaho.: Independent History and Research, 2001.
- Weird America: A Guide to Places of Mystery in the United States, Jim Brandon (en). New York, NY.: E. P. Dutton, 1978.3
- The Rebirth of Pan: Hidden Faces of the American Earth Spirit, Brandon, Jim. Dunlap, Ill.: Firebird Press, 1983.
- King-Kill 33, On the Occult Aspects of the Assassination of John F. Kennedy Texte en ligne